# Alžběta Oettingenská
Alžběta Oettingenská († 3. května 1409, Vídeň) byla čtvrtá a poslední manželka moravského markrabího Jana Jindřicha a moravská markraběnka v letech 1366–1375. Byla dcerou hraběte Albrechta Oettingenského.
Jan Jindřich se s Alžbětou oženil v roce 1367, nedlouho poté, co 14. listopadu 1366 zemřela jeho třetí, teprve dvacetiletá žena Markéta Habsburská. Manželé byli pokrevní příbuzní čtvrtého stupně, papež Urban V. jim z tohoto důvodu 15. srpna roku 1367 udělil dispens. Jan Jindřich už měl právoplatné dědice, syny z druhého manželství s Markétou Opavskou (Jošt Moravský, Prokop Lucemburský a Jan Soběslav Lucemburský), proto pro něj nebylo fatální, že z manželství s Alžbětou (stejně jako s Markétou Habsburskou) nevzešli žádní potomci.
Dne 13. srpna 1375 založil Jan Jindřich s Alžbětou Oettingenskou a svými syny kartuziánský klášter v Králově Poli, již v listopadu toho roku ale Jan Jindřich umírá.
Dědicem moravský markrabě ustanovil nejstaršího Jošta, majetek ovšem rozdělil i mezi další dva syny. Jeho potomci brzy rozpoutali vleklé spory o dědictví. Alžběta zemřela ve Vídni v roce 1409.
Dvě svá díla věnoval Alžbětě Jan IX. ze Středy. Jedním z nich byl překlad Života sv. Jeronýma.